# Latrodectismo
Il latrodectismo è la sindrome causata dal veleno neurotossico (latrotossina) iniettato dal morso di ragni che fanno parte del genere Latrodectus, della famiglia Theridiidae.
I ragni più noti del genere Latrodectus sono la vedova nera (L. mactans), il ragno dalla schiena rossa (L. hasselti), la vedova marrone (L. geometricus), la vedova nera mediterranea (L. tredecimguttatus) e il katipo (L. katipo).

## Azione del veleno
Il veleno si diffonde rapidamente in tutto il corpo, causando il rilascio dei neurotrasmettitori acetilcolina, noradrenalina e GABA. Il rilascio di questi neurotrasmettitori porta alla manifestazione clinica dell'avvelenamento.
Se viene iniettata una quantità sufficiente di veleno nel corpo, si avverte inizialmente un forte dolore muscolare a livello locale, successivamente questo si diffonde ai muscoli vicini. La diffusione avviene attraverso il sistema linfatico finché la tossina non raggiunge il flusso sanguigno. A questo punto, il veleno viene diffuso tramite la circolazione sanguigna, facendo depositare le tossine a livello della giunzione neuromuscolare (sinapsi tra un neurone motore e una fibra muscolare).
Il veleno agisce sulle terminazioni nervose impedendo il rilassamento dei muscoli, causando tetania (contrazioni muscolari forti e dolorose). Il dolore iniziale è spesso seguito da forti crampi muscolari. La contrazione dei muscoli si può estendere anche ad altre parti del corpo, e assume particolare gravità se localizzata ai muscoli addominali. Possono essere colpiti anche i muscoli di gambe e schiena.

## Sintomi
I sintomi si dividono in tre fasi principali: fase di esacerbazione, fase di dissipazione, e fase residua.

### Fase di esacerbazione
Nelle prime 24 ore successive al morso:
- Forti dolori muscolari locali, nella zona del morso
- Crampi muscolari, principalmente ad addome, schiena e cosce
- Mal di testa, vertigini, tremori, salivazione eccessiva, sudorazione eccessiva, nausea e vomito
- Ansia, insonnia, affaticamento
- Tachicardia (battito cardiaco accelerato), bradicardia (battito cardiaco rallentato), irrequietezza, ipertensione, iperventilazione

In alcuni casi rari ed estremi, vi possono essere complicanze più gravi quali:
- Aborto spontaneo
- Priapismo
- Insufficienza renale acuta
- Miocardite, rabdomiolisi, paralisi
- Shock, coma e morte

Sintomi che si potrebbero presentare nella zona del morso:
- Eruzione cutanea, leggero eritema, piloerezione
- Edema
- Infezione della ferita cutanea

### Fase di dissipazione
Tra 1 e 3 giorni dopo il morso, i sintomi iniziano a scemare

### Fase residua
Durante le settimane e i mesi seguenti al morso:
- Spasmi muscolari, formicolio, nervosismo e debolezza

## Diagnosi
La diagnosi risulta ovvia nel caso in cui venga riportato il contatto della vittima con un ragno del genere Latrodectus. Invece, nel caso in cui il paziente non riesca a riferire tale contatto, la diagnosi risulta assai più complicata, dato che i sintomi coincidono con quelli di altre sindromi gravi quali tetano, addome acuto e infarto del miocardio. Le diagnosi di laboratorio hanno un valore limitato.

## Tasso di mortalità
Sebbene i sintomi possano essere molto gravi, come shock e coma, la morte per latrodectismo è rara. I bambini risultano essere la fascia più a rischio, probabilmente per la minore massa corporea.

## Prognosi
La maggior parte degli individui colpiti da latrodectismo guarisce completamente.